# Amphorophora japonica
Amphorophora japonica är en insektsart. Amphorophora japonica ingår i släktet Amphorophora och familjen långrörsbladlöss. Inga underarter finns listade i Catalogue of Life.